# PL Music Video Awards
PL Music Video Awards – polski festiwal poświęcony teledyskom, który odbywa się corocznie od 2018 roku w grudniu w Łodzi. Organizacją festiwalu zajmuje się Fundacja Inicjatyw Kulturalnych „Plaster”. Pomysłodawcami festiwalu są Wojtek Augustyniak i Urszula Heuwinkel. Jury przyznaje nagrody w kategoriach muzycznych oraz specjalnych. Główną nagrodą festiwalu jest Grand Prix dla najlepszego, polskiego teledysku.

## Formuła festiwalu
Festiwal łączy dwie formuły: konkursową i edukacyjną. Jury w ramach konkursu przyznaje nagrody w kategoriach muzycznych i specjalnych. Poza konkursem na festiwal składa się część edukacyjna – warsztaty, wykłady oraz spotkania z profesjonalistami i profesjonalistkami z branż: muzycznej i teledyskowej.

## Wydarzenia towarzyszące
W ramach festiwalu organizowane są bezpłatne warsztaty (np. operatorskie, scenariuszowe, postprodukcyjne), wykłady i spotkania z profesjonalistami i profesjonalistkami z branży. W 2019 na otwarciu festiwalu gościła Bovska. Od początku festiwalu udział wzięli m.in.: Roman Przylipiak (reżyser), Filip Załuska (reżyser), Agnieszka Kruk (script coach), Alicja Jagodzińska-Kałkus (producentka), Jakub Jakielaszek (operator). Podczas każdej edycji odbywa się także Noc Polskich Wideoklipów, czyli pokaz wszystkich nominowanych teledysków. Festiwal przede wszystkim zrzesza twórców i twórczynie z dwóch branż: teledyskowej oraz muzycznej. Jest miejscem spotkań, inspiracji i wymiany doświadczeń.

## Nagrody
Jury przyznaje nagrody w kategoriach muzycznych (gatunek muzyczny) i specjalnych (nieobejmujących gatunków muzycznych). Twórcą statuetek jest artysta Marcin Wilk. Nagrody są wręczane w czasie gali finałowej, którą od początku prowadzą Paula Jeronim i Max Kapłon.

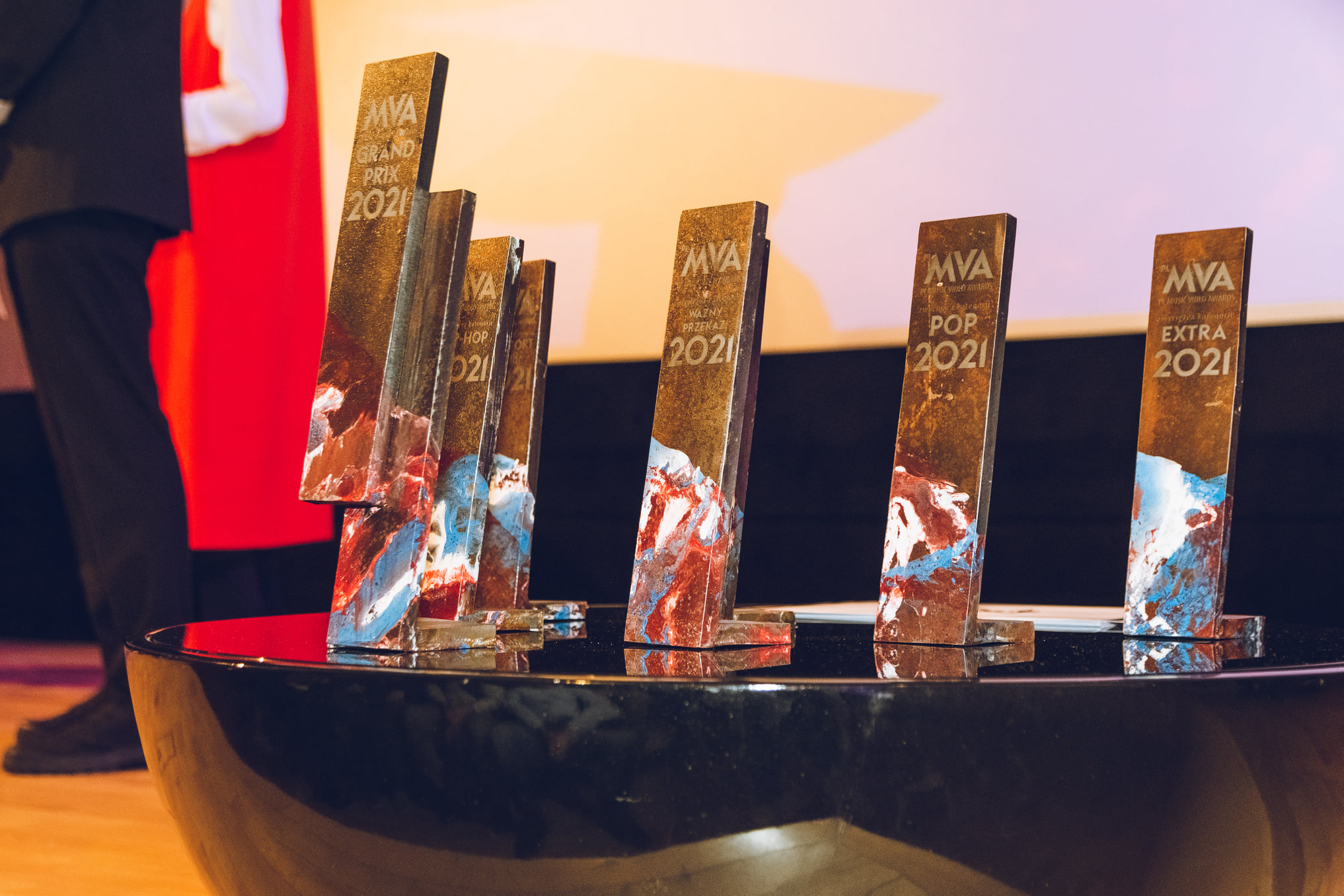
Fot. Piotr Pośpieszyński

### Kategorie muzyczne
- Pop
- Hip-Hop
- Alternatywa
- Dance/Electronic
- Rock i Ostre Brzmienie
- Extra

### Kategorie specjalne
- Debiut Reżyserski – do tej kategorii kwalifikuje się pierwszy wideoklip reżysera/ki zrealizowany jako oficjalny wideoklip dla zespołu lub artysty/ki.
- Ważny Przekaz – do tej kategorii kwalifikuje się wideoklip, który porusza istotne kwestie społeczne lub kulturowe.
- MV Export – do tej kategorii kwalifikuje się wideoklip zrealizowany dla zagranicznych artystów/ek przez polskich reżyserów/ki.

### Grand Prix
| Rok  | Artysta/ka lub zespół               | Tytuł utworu           | Reżyser/ka          |  | Uzasadnienie Jury |
| ---- | ----------------------------------- | ---------------------- | ------------------- |  | --- |
| 2018 | PRO8L3M                             | Flary                  | Piotrek Matejkowski |  | Nagroda za stworzenie formy komunikacji z widzem. Granice świata wykreowanego przez autorów sięgają daleko poza ten teledysk. Fabuła wychodzi poza jego ramy, wkraczając w wyobraźnię oglądającego i sprawiając, że właściwa opowieść toczy się w głowie widza. To sam widz opowiada sobie historię, którą twórcy jedynie zarazili nas jak wirusem – wyobraża sobie, co było wcześniej, co mogło wydarzyć się później, wymyśla kolejnych bohaterów. Ten teledysk z zostaje z widzem na długo. Chce się go oglądać i odkrywać ciągle na nowo, by wciąż przeżywać go na nowo w głowie.                                                                                                |
| 2019 | Syny                                | Nag Champa             | Sebastian Pańczyk   |  | Kiedyś teledyski hiphopowe opierały się na rapowaniu do kamery i machaniu łapami. Dziś twórcy hiphopowych teledysków stoją w awangardzie, wyznaczają trendy, są pionierami. Teledysk hiphopowy stał się polem najciekawszych eksperymentów twórczych, czego dowodem jest zarówno nagrodzony przez nas w ubiegłym roku w kategorii hip-hop, a także Grand Prix, teledysk do „Flar” naszego kolegi jurora Piotra Matejkowskiego, a także teledysk Sebastiana Pańczyka do „Nag Champa” Synów. To klip po prostu doskonały – wizualnie, formalnie, intelektualnie. A zarazem taki, po którym można śmiało powiedzieć: czegoś takiego jeszcze nie widziałem/am. Żadnego zbędnego ujęcia. |
| 2020 | Fisz Emade Tworzywo                 | Nie za miłe wiadomości | Marek Skrzecz       |  | Mamy dla państwa miłe wiadomości – Grand Prix tej edycji dostają Nie za miłe wiadomości. To praca, która w metaforyczny i celny sposób odnosi się do tekstu utworu. Teledysk stawia trzy kropki – można go interpretować na wielu płaszczyznach. |
| 2021 | Kuba Kawalec feat. Ana Andrzejewska | Zdechłam               | Zuzanna Plisz       |  | Nagroda za ten klip jest dowodem wielkiej i ważnej zmiany, która dokonała się na polskim rynku teledysków. Twórcy teledysków coraz częściej sięgają po pomysły osadzone w rzeczywistości, która nas otacza, a przede wszystkim czerpią inspiracje z polskiej prowincji, która jest bardzo ważną częścią naszej kultury. |

## Partnerzy festiwalu
Od początku istnienia PL Music Video Awards festiwal wspierają:
- Łódzkie Centrum Wydarzeń – zajmuje się promocją Łodzi i wydarzeń kulturalnych, współorganizator łódzkich festiwali,
- Film Produkcja – Dom Produkcyjny specjalizujący się w tworzeniu filmów reklamowych i korporacyjnych; sponsor vouchera na wsparcie produkcyjne dla zwycięzcy/zwyciężczyni w kategorii Debiut Reżyserki,
- Heliograf – niezależna firma branży techniki filmowej, wypożyczalnia sprzętu filmowego; sponsor vouchera na usługi wynajmu sprzętu oświetleniowego dla zwycięzcy/zwyciężczyni w kategorii Ważny Przekaz,
- ATM System – lider w świadczeniu usług telewizyjnych oraz filmowych na polskim rynku; sponsor vouchera na usługi wynajmu sprzętu filmowego dla zwycięzcy/zwyciężczyni Grand Prix,
- ZAiKS – polska organizacja zbiorowego zarządzania prawami autorskimi twórców,
- Mifrush Production – kolektyw producenców wydarzeń kulturalnych z siedzibą w Berlinie. Pracują z międzynarodowymi artystami związanymi ze sceną performance, filmami krótkometrażowymi, dokumentalnymi i teledyskami.

## Plakaty festiwalu
| 2018 | 2019 | 2020 | 2021 |
| ---- | ---- | ---- | ---- |
|      |      |      |      |

## Galeria zdjęć

Fot. Piotr Pośpieszyński, Patryk Grądys
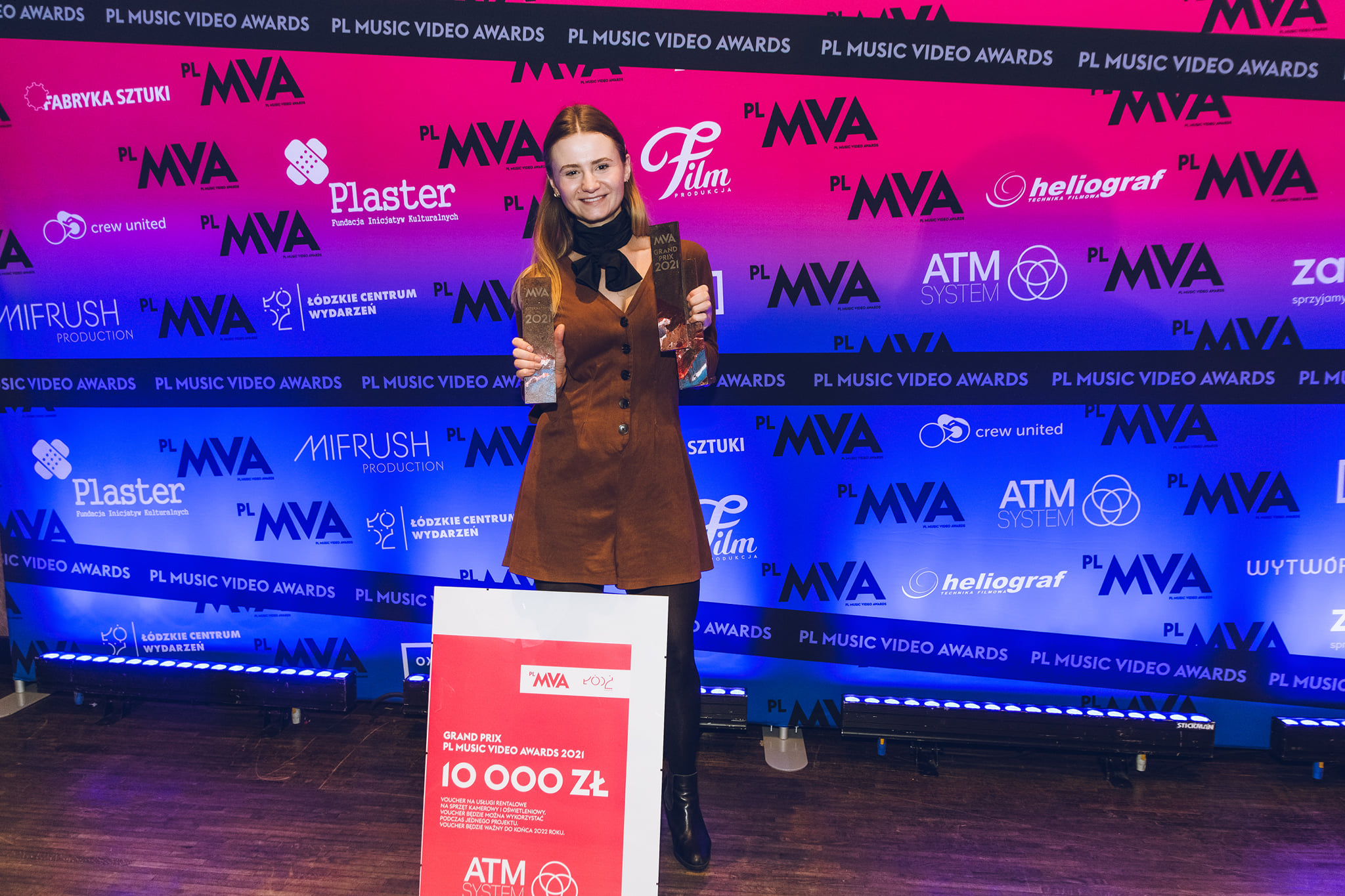
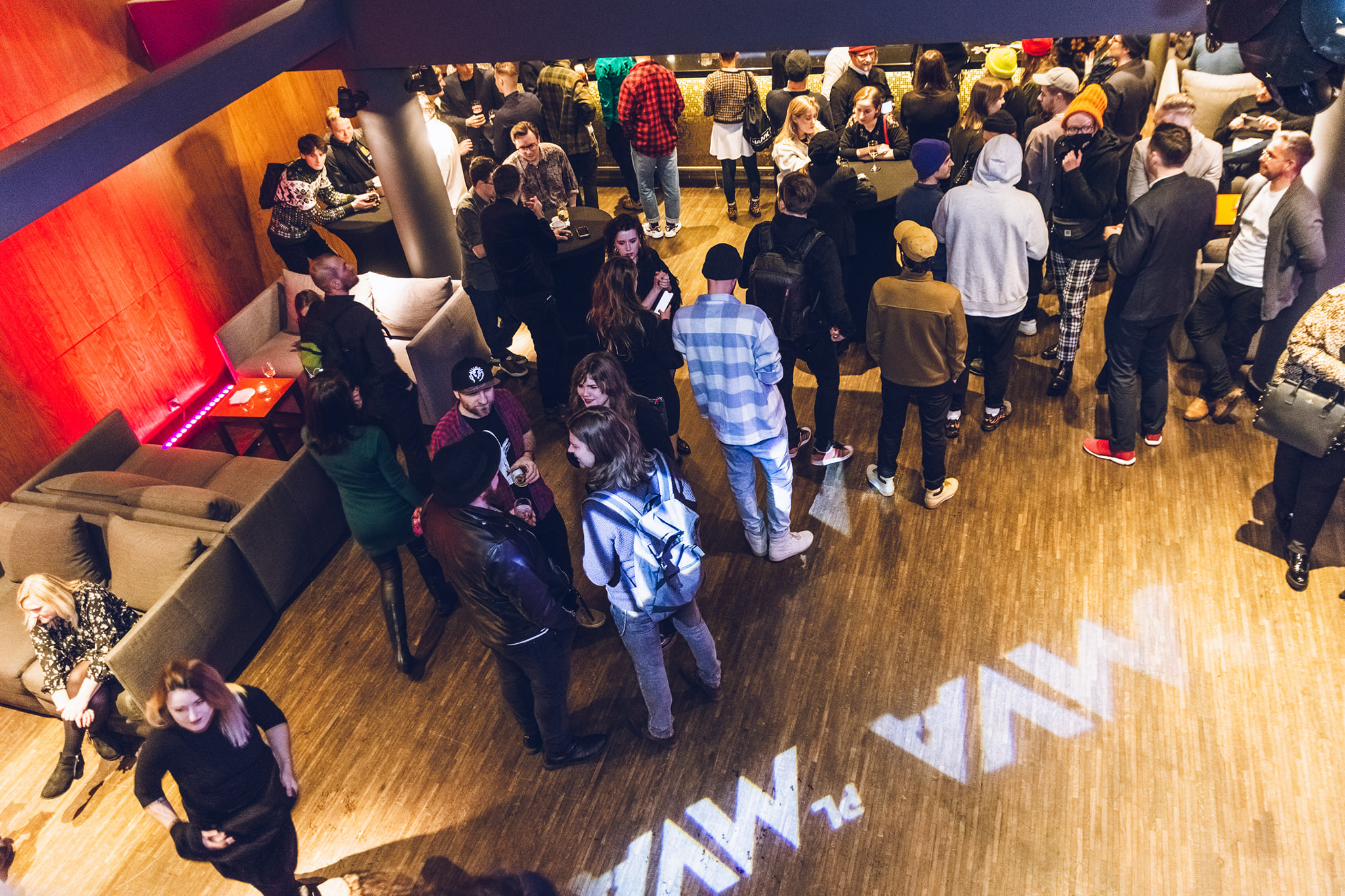
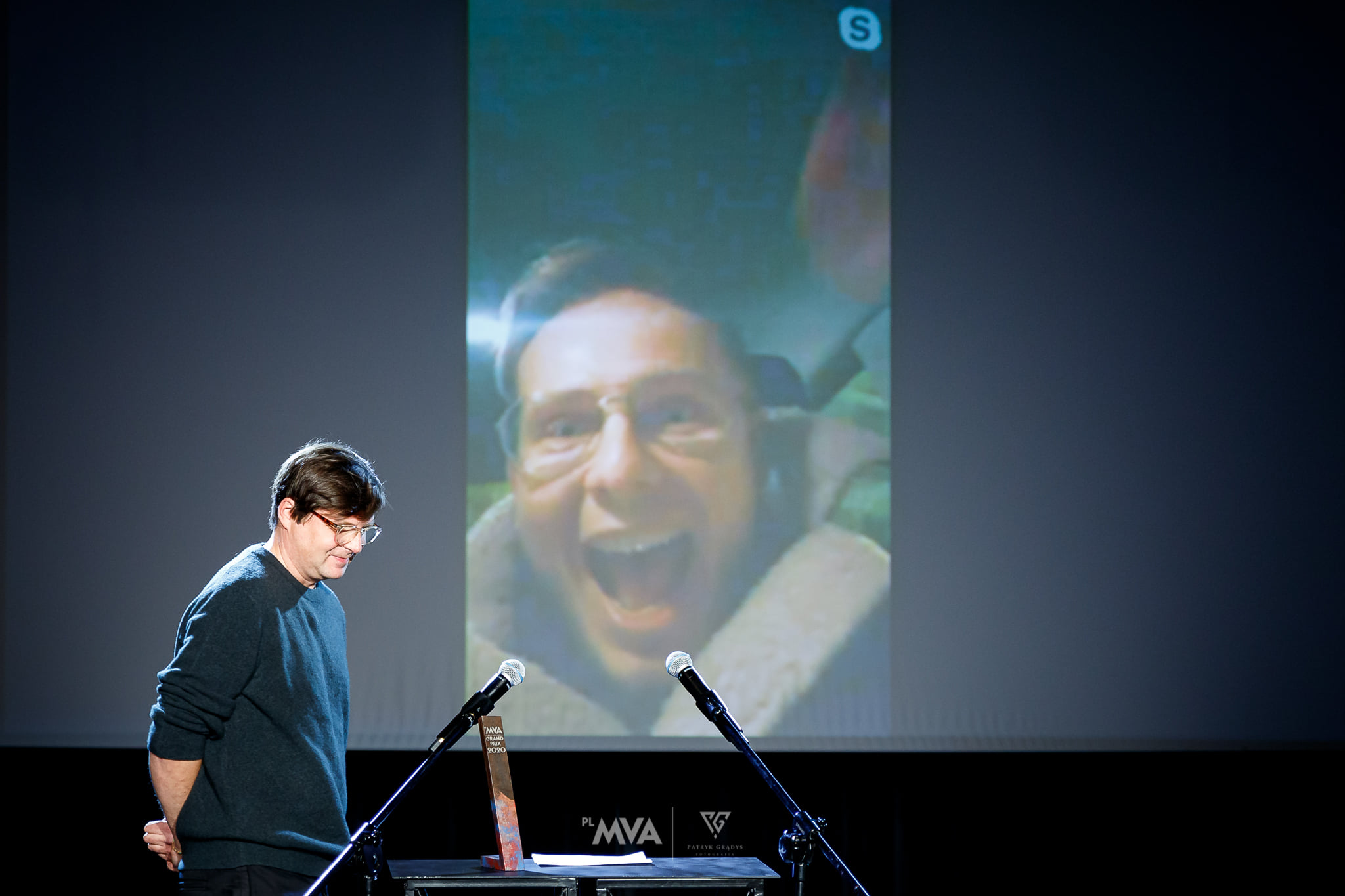
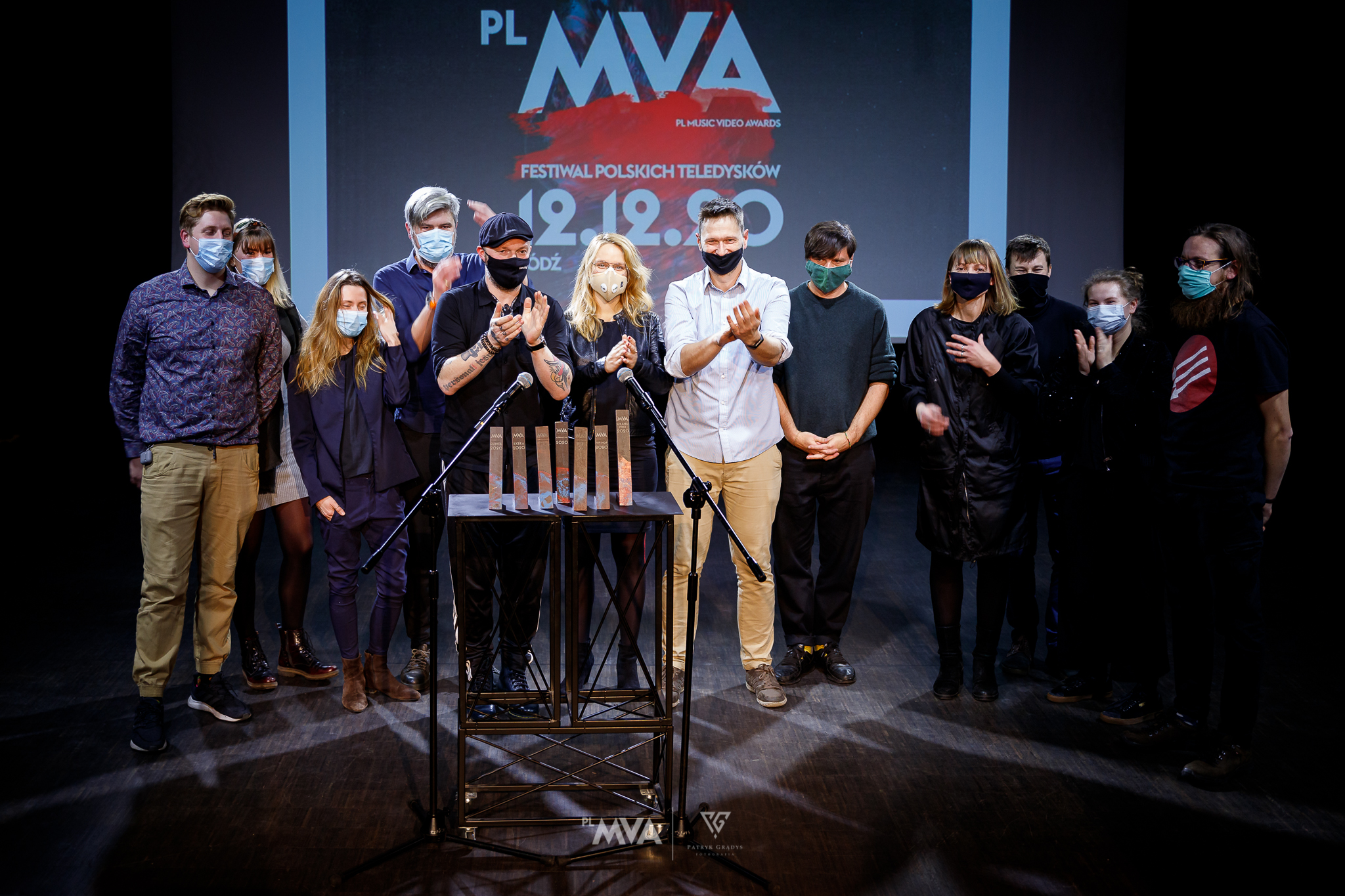
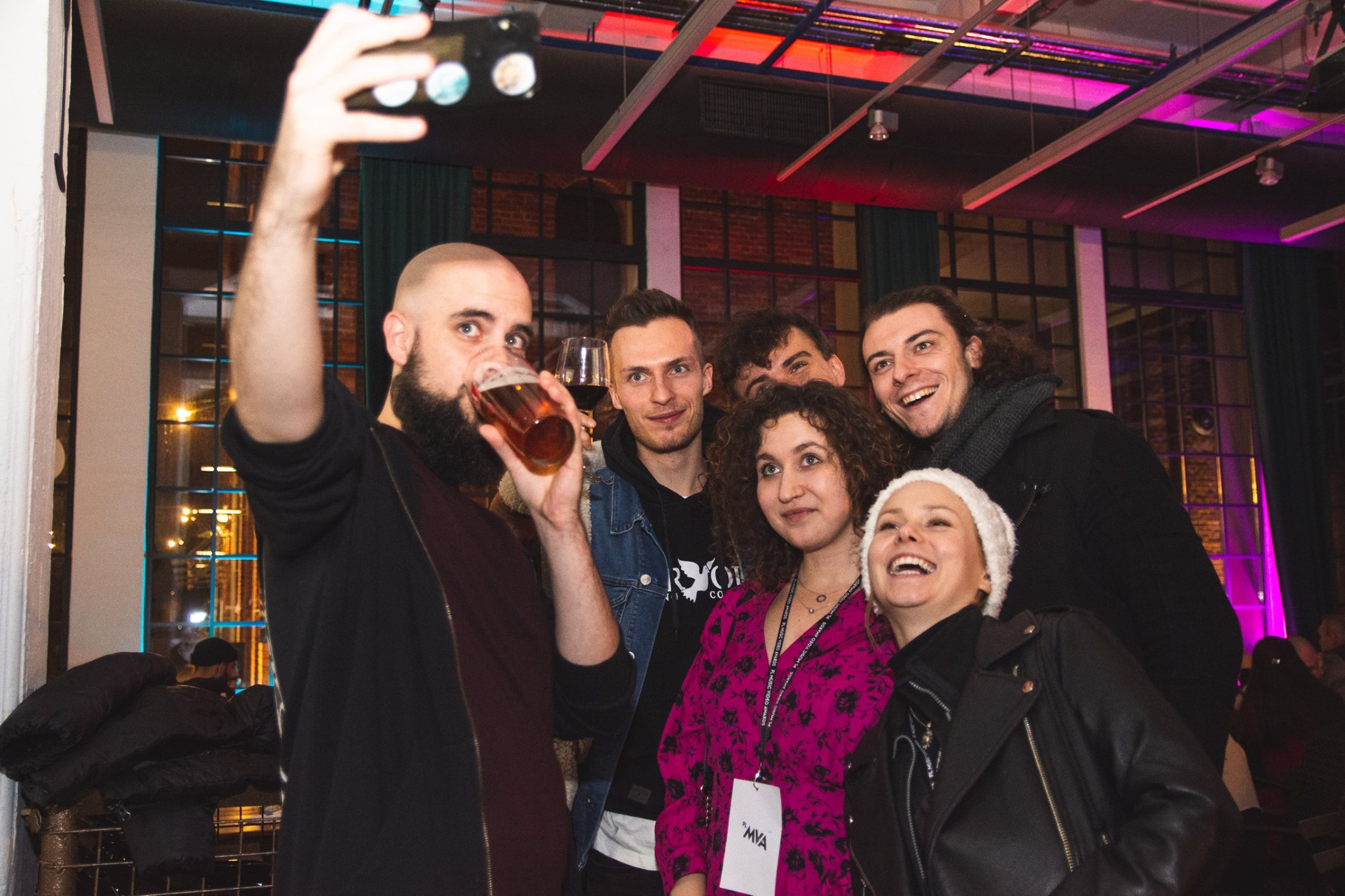
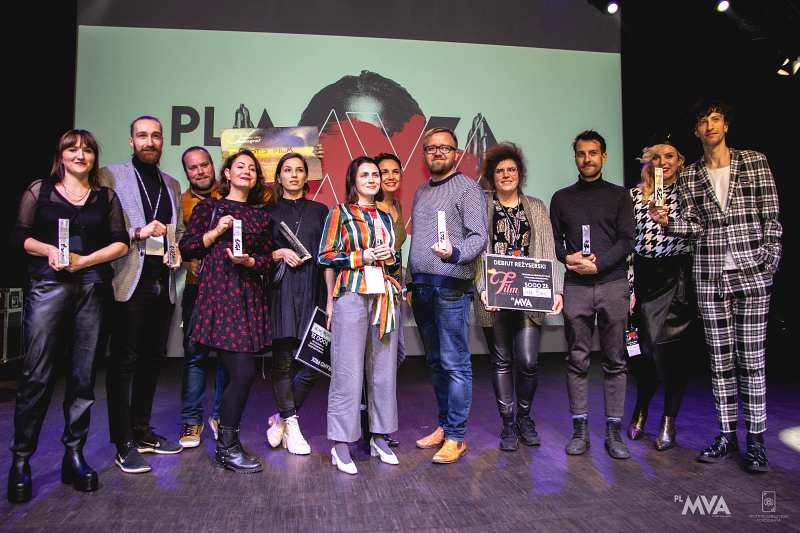
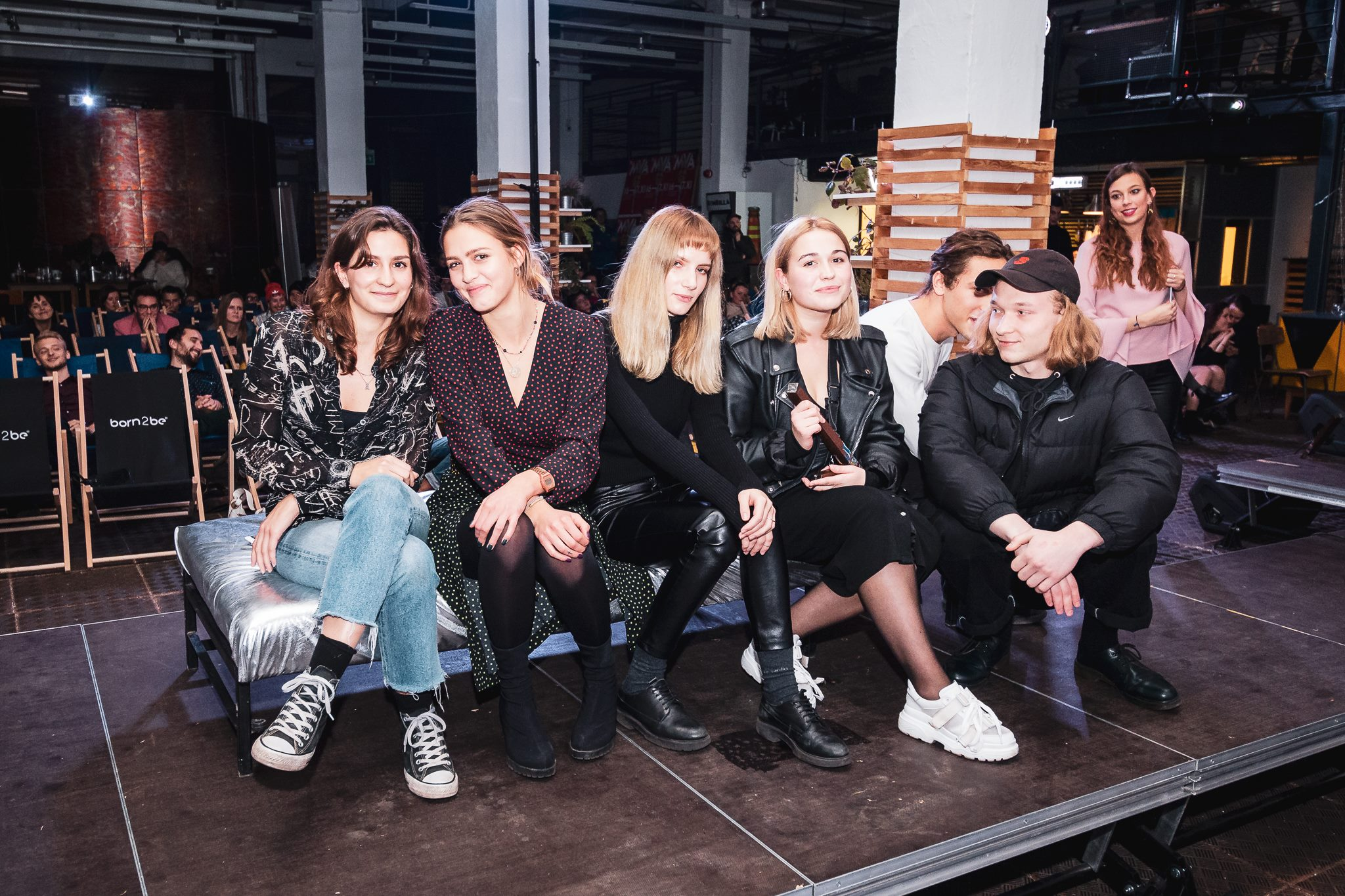
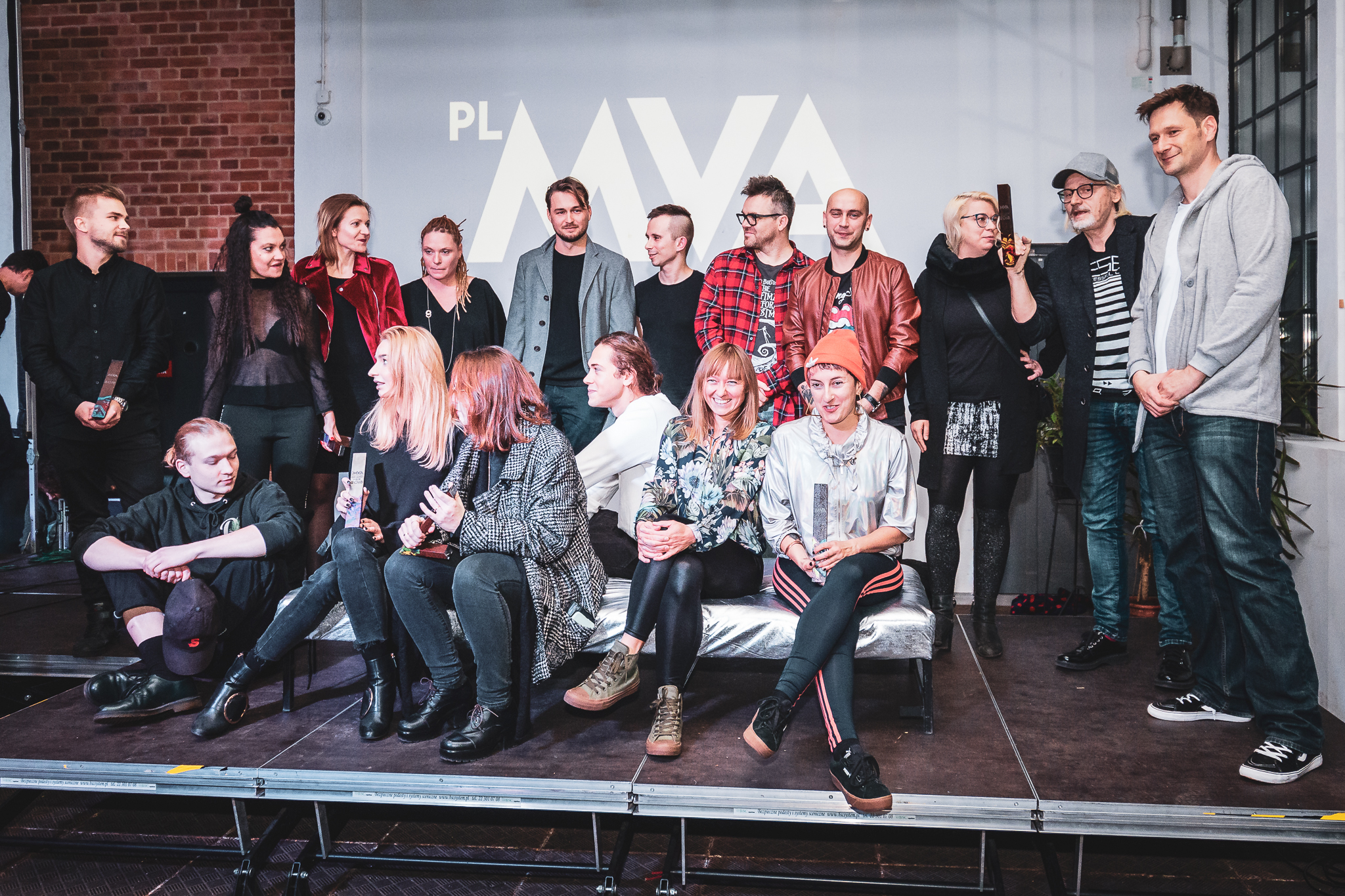

## Edycje festiwalu[3]

### PL Music Video Awards 2018

#### Grand Prix
| Artysta/ka lub zespół | Tytuł utworu | Reżyser/ka          | Uzasadnienie Jury |
| --------------------- | ------------ | ------------------- | --- |
| PRO8L3M               | Flary        | Piotrek Matejkowski | Nagroda za stworzenie formy komunikacji z widzem. Granice świata wykreowanego przez autorów sięgają daleko poza ten teledysk. Fabuła wychodzi poza jego ramy, wkraczając w wyobraźnię oglądającego i sprawiając, że właściwa opowieść toczy się w głowie widza. To sam widz opowiada sobie historię, którą twórcy jedynie zarazili nas jak wirusem – wyobraża sobie, co było wcześniej, co mogło wydarzyć się później, wymyśla kolejnych bohaterów. Ten teledysk z zostaje z widzem na długo. Chce się go oglądać i odkrywać ciągle na nowo, by wciąż przeżywać go na nowo w głowie. |

#### Nagrodzeni i nominowani

##### Alternatywa
| Zwycięzca             | Zwycięzca    | Zwycięzca     | Zwycięzca |
| Artysta/ka lub zespół | Tytuł utworu | Reżyser/ka    | Uzasadnienie Jury |
| --------------------- | ------------ | ------------- | --- |
| Drekoty               | TROSKLIWY    | Zuzanna Plisz | Autorzy stworzyli przejmującą fabularną opowieść operując oszczędnymi emocjonalnie środkami w zaledwie kilkuminutowej formie. Jury doceniło stworzenie wiarygodnego baśniowego świata, doskonałą realizację techniczną, wykreowanie wspaniałych bohaterów, których losem widz autentycznie się przejmuje. |

| Nominowani            | Nominowani     | Nominowani                     |
| Artysta/ka lub zespół | Tytuł utworu   | Reżyser/ka                     |
| --------------------- | -------------- | ------------------------------ |
| Drekoty               | TROSKLIWY      | Zuzanna Plisz                  |
| Chilli Crew           | Pytam          | Sebastian Juszczyk             |
| Mrozu / Flirtini      | Ikar           | Alan Willmann, Ania Bystrowska |
| Nosowska              | Ja pas         | Jacek Kościuszko               |
| Julian Uhu            | Aha            | Andrzej Stepouois              |
| Blauka                | Figle zuchwałe | Olga Czyżykiewicz              |

##### Extra
| Zwycięzca             | Zwycięzca          | Zwycięzca         | Zwycięzca |
| Artysta/ka lub zespół | Tytuł utworu       | Reżyser/ka        | Uzasadnienie Jury |
| --------------------- | ------------------ | ----------------- | --- |
| Klementyna Umer       | Nie poznaję siebie | Olga Czyżykiewicz | Piosenka autorska nie jest gatunkiem, do którego łatwo nakręcić spójny z utworem obraz. Autorzy uchwycili charakter piosenki, wydobyli na zewnątrz świat wewnętrzny artystów – zarówno autorów utworu, jak i aktorów. Nieoczywista choreografia, świetna zdjęcia, inteligentna gra światłem sprawiają, że do tego teledysku chce się wracać. |

| Nominowani                             | Nominowani              | Nominowani                |
| Artysta/ka lub zespół                  | Tytuł utworu            | Reżyser/ka                |
| -------------------------------------- | ----------------------- | ------------------------- |
| Klementyna Umer                        | Nie poznaję siebie      | Olga Czyżykiewicz         |
| LOVERBOY                               | W aucie się nie jara    | LoverBoy, Bartosz Szaruga |
| Mateusz Czarnowski                     | Rzeczny Blues z 1929 r. | Dagmara Pochyła           |
| Klub Komediowy feat. Radek Łukasiewicz | Służba leśna            | Kobas Laksa               |

##### Folk
| Zwycięzca             | Zwycięzca             | Zwycięzca                                  | Zwycięzca |
| Artysta/ka lub zespół | Tytuł utworu          | Reżyser/ka                                 | Uzasadnienie Jury |
| --------------------- | --------------------- | ------------------------------------------ | --- |
| Kwiat Jabłoni         | Dziś późno pójdę spać | Michał Gruszczyński, Katarzyna Sienkiewicz | Prosta, skromna produkcja pozwalająca wyjść na pierwszy plan wdziękowi i naturalności wykonawców. Bardzo liczymy na więcej! |

| Nominowani                 | Nominowani            | Nominowani                                 |
| Artysta/ka lub zespół      | Tytuł utworu          | Reżyser/ka                                 |
| -------------------------- | --------------------- | ------------------------------------------ |
| Kwiat Jabłoni              | Dziś późno pójdę spać | Michał Gruszczyński, Katarzyna Sienkiewicz |
| Peter J. Birch             | Melinda               | Urszula Morga                              |
| Warszawskie Combo Taneczne | U Bronki wstawa       | Maciej Buchwald                            |

##### Hip-Hop
| Zwycięzca             | Zwycięzca    | Zwycięzca           | Zwycięzca |
| Artysta/ka lub zespół | Tytuł utworu | Reżyser/ka          | Uzasadnienie Jury |
| --------------------- | ------------ | ------------------- | --- |
| PRO8L3M               | Flary        | Piotrek Matejkowski | Nie trzeba było rozpalać flar, by oświecić jurorów – od tego teledysku bije blask tak mocny, że decyzję podjęliśmy natychmiastowo i jednogłośnie. Kapitalny scenariuszowy pomysł formalny z rozegraniem tej historii w trzech różnych wariantach czyni obraz wyjątkowym, ale wrażenie robi też cała pieczołowicie wymyślona i zrealizowana reszta – zdjęcia, scenografia, kostiumy, no i gra aktorska. Uśmieszek Zofii Wichłacz śnił nam się ostatniej nocy |

| Nominowani                    | Nominowani   | Nominowani                         |
| Artysta/ka lub zespół         | Tytuł utworu | Reżyser/ka                         |
| ----------------------------- | ------------ | ---------------------------------- |
| PRO8L3M                       | Flary        | Piotrek Matejkowski                |
| Rasmentalism feat. Otsochodzi | Moment       | Maciej Buchwald                    |
| Pokahontaz ft. Kaliber 44     | 404          | Aleksander Kozłowski Przedmarańcza |
| Ten Typ Mes                   | Wyględów     | Daniel Jaroszek                    |
| Tede & Sir Mich               | DZIUP L.A.   | Jacek Graniecki & Bartosz Deja     |
| Kleszcz                       | Mówili mi    | Radosław Bereś                     |

##### Muzyka Elektroniczna
| Zwycięzca                     | Zwycięzca    | Zwycięzca   | Zwycięzca |
| Artysta/ka lub zespół         | Tytuł utworu | Reżyser/ka  | Uzasadnienie Jury |
| ----------------------------- | ------------ | ----------- | --- |
| MANOID feat. Josephine Philip | Take Me      | Okime Emiko | Twórcy pokazali nam magiczny, zaczarowany świat, bardzo introwertyczny, formalnie i kompozycyjnie interesujący i spójny z utworem. Doceniamy przełożenie sztuki – rzeźby Oskara Zięty na język filmowy. |

| Nominowani                    | Nominowani                     | Nominowani                |
| Artysta/ka lub zespół         | Tytuł utworu                   | Reżyser/ka                |
| ----------------------------- | ------------------------------ | ------------------------- |
| MANOID feat. Josephine Philip | Take Me                        | Okime Emiko               |
| Nosowska & Zamilska           | Jeśli wiesz co chcę powiedzieć | Jacek Kościuszko          |
| JANKA                         | Zmiennicy Dub                  | Mateusz Wołoczko          |
| Karolina Czarnecka            | Mój pokój                      | Karolina Czarnecka        |
| Bovska                        | Kimchi                         | Bovska & Bartek Szadurski |

##### Pop
| Zwycięzca             | Zwycięzca    | Zwycięzca       | Zwycięzca |
| Artysta/ka lub zespół | Tytuł utworu | Reżyser/ka      | Uzasadnienie Jury |
| --------------------- | ------------ | --------------- | --- |
| Kortez                | Dobry moment | Agata Trafalska | Trudno opowiadać o trudnch emocjach w popowych teledyskach. Autorki uchwyciły depresyjny klimat piosenki w zaledwie kilku ujęciach. Doceniamy wykreowanie napięcia pomiędzy bohaterami, które oddaje treść utworu, przy zachowaniu minimalistycznej gry aktorów. Przy takim natężeniu emocji, łatwo o przesadę, ale tutaj to nie bohaterowie, ale świat zewnętrzny płacze – świetny pomysł. |

| Nominowani                | Nominowani    | Nominowani        |
| Artysta/ka lub zespół     | Tytuł utworu  | Reżyser/ka        |
| ------------------------- | ------------- | ----------------- |
| Kortez                    | Dobry moment  | Agata Trafalska   |
| Kayah i Zbigniew Wodecki  | Chwytaj dzień | Roman Przylipiak  |
| Kuba Badach               | Jestem kimś   | Jacek Kościuszko  |
| Sarsa                     | Motyle i ćmy  | Adam Romanowski   |
| Sylwia Grzeszczak i Liber | Dobre Myśli   | Olga Czyżykiewicz |
| Marysia Starosta          | Dlatego       | Piotr Smoleński   |

##### Rock i Ostre Brzmienie
| Zwycięzca             | Zwycięzca    | Zwycięzca       | Zwycięzca |
| Artysta/ka lub zespół | Tytuł utworu | Reżyser/ka      | Uzasadnienie Jury |
| --------------------- | ------------ | --------------- | --- |
| NeuOberschlesien      | Fart         | Sławek Pietrzak | Nagroda za poczucie humoru i stworzenie śląskiego superbohatera – rockowego twardziela ratującego świat (choć, jak widać, ze śląską dziouchą nawet on nie ma szans). Doceniamy inteligentne nawiązanie do filmów gatunkowych – komiksowego neonoir, cyberpunku i komedii kryminalnej. |

| Nominowani              | Nominowani                  | Nominowani           |
| Artysta/ka lub zespół   | Tytuł utworu                | Reżyser/ka           |
| ----------------------- | --------------------------- | -------------------- |
| NeuOberschlesien        | Fart                        | Sławek Pietrzak      |
| Pogodno                 | Tak to teraz                | Sebastian Juszczyk   |
| Behemoth                | God=Dog                     | Dariusz Szermanowicz |
| Kazik + Zdunek Ensemble | Zabiłem kolegę na poligonie | Sławek Pietrzak      |
| Riverside               | Lament                      | Tomasz Pulsakowski   |

##### Debiut Reżyserski
| Zwycięzca             | Zwycięzca    | Zwycięzca         | Zwycięzca |
| Artysta/ka lub zespół | Tytuł utworu | Reżyser/ka        | Uzasadnienie Jury |
| --------------------- | ------------ | ----------------- | --- |
| Julian Uhu            | Aha          | Andrzej Stepouois | To nie tylko festwalowy debiut, ale olśnienie całego festiwalu. Jurorzy dali się całkowicie zaczarować rzeczywistości, którą stworzyli autorzy klipu i zachwycili się kreatywnym podejściem do tragikomicznego zilustrowania piosenki o dramacie współczesnego człowieka – samotności w tłumie wirtualnych znajomych. Ta kreacja to coś więcej niż suma świadomie wykorzystanych popkulturowych cytatów – ten oniryczny świat jest tu zupełnie nową wartością, wyrażoną własnym językiem twórców klipu. Co tu nie jest doskonałe? Scenariusz, scenografia, kostiumy, zdjęcia, światło, kompozycje kadrów... Aha! I ta wspaniała choreografia rąk. |

| Nominowani            | Nominowani            | Nominowani              |
| Artysta/ka lub zespół | Tytuł utworu          | Reżyser/ka              |
| --------------------- | --------------------- | ----------------------- |
| Julian Uhu            | Aha                   | Andrzej Stepouois       |
| Patrick the Pan       | Cham                  | Alicja Wróblewska       |
| Kwiat Jabłoni         | Dziś późno pójdę spać | Michał Gruszczyński     |
| Marzy Mi Się Yokohama | Gołębi Puch           | Arek Tworus             |
| Bovska                | Autoreset             | Joanna Satanowska       |
| Bolewski & Tubis      | Rozproszenie          | Marcin „Sosna” Sosiński |

##### Ważny Przekaz
| Zwycięzca             | Zwycięzca       | Zwycięzca         | Zwycięzca |
| Artysta/ka lub zespół | Tytuł utworu    | Reżyser/ka        | Uzasadnienie Jury |
| --------------------- | --------------- | ----------------- | --- |
| Natalia Niemen        | Terra deflorata | Olga Czyżykiewicz | Forma popkulturowa, jaką jest teledysk, daje twórcom szansę na poruszenie w atrakcyjnie wizualny sposób tematów trudnych, czasem drastycznych. Lament Natalii Niemen po 30 latach od nagrania go przez Czesława Niemena jest jeszcze bardziej aktualny, wart jeszcze głośniejszego wykrzyczenia – człowiek nadal zdaje się nie wiedzieć, co czyni z planetą, na której żyje. Pomysł, by ten temat zilustrować kadrami nawiązującymi do malarskiego cyklu „Rozstrzelania” Andrzeja Wróblewskiego jest nieoczywisty, a zarazem doskonały – zimne, statyczne zdjęcia zwiastujące koniec, schyłek, zagładę zderzają się z żarliwym wołaniem Natalii Niemen o opamiętanie się. Patos o sile zderzenia z TIR-em. |

| Nominowani              | Nominowani            | Nominowani         |
| Artysta/ka lub zespół   | Tytuł utworu          | Reżyser/ka         |
| ----------------------- | --------------------- | ------------------ |
| Natalia Niemen          | Terra deflorata       | Olga Czyżykiewicz  |
| SABINA                  | Panowie w kapeluszach | Filip Bojarski     |
| Leszek Stanek           | Lost boy              | Roman Przylipiak   |
| Solar feat. Quebonafide | Ostatni snap          | Grzegorz Radomski  |
| Maja Kleszcz            | Odyseja               | Bartosz Piotrowski |
| Reni Jusis              | Tyyyle miłości        | Ola Przytuła       |

#### Jury
- Damian Sikorski – dziennikarz muzyczny Czwórki Polskiego Radia
- Jędrzej Słodkowski – dziennikarz muzyczny i kulturalny
- Konrad Aksinowicz – twórca teledysków, filmów i reklam
- Maria Apoleika – ilustratorka, absolwentka Łódzkiej Szkoły Filmowej
- Anna Maliszewska – reżyserka, producentka

#### Wykłady i warsztaty
| Nazwa                                                   | Prowadzący/a i goście |
| ------------------------------------------------------- | --- |
| Not a Simple Story – historia teledysków Kory i Maanamu | Kamil Sipowicz (wydawca płyt zespołu Maanam i Kory) Mariusz Grzegorzek (były rektor PWSFTviT, reżyser) |
| Teledysk dla wytwórni muzycznej                         | prowadzący: Damian Sikorski (dziennikarz muzyczny Czwórki Polskiego Radia) goście: - Sławek Pietrzak (producent muzyczny SP Records) - Marcin ‘Groh’ Grośkiewicz (producent muzyczny U Know Me Records) - Anna Wysocka (head of A&R Fonobo Label) - Alicja Jagodzińska-Kałkus (producentka, kierowniczka produkcji) |
| Teledysk dla twórców filmowych                          | Anna Maliszewska (reżyserka, producentka), Olga Czyżykiewicz (reżyserka), Konrad Aksinowicz (reżyser) |

### PL Music Video Awards 2019

#### Grand Prix
| Artysta/ka lub zespół | Tytuł utworu | Reżyser/ka        | Uzasadnienie Jury |
| --------------------- | ------------ | ----------------- | --- |
| Syny                  | Nag Champa   | Sebastian Pańczyk | Kiedyś teledyski hiphopowe opierały się na rapowaniu do kamery i machaniu łapami. Dziś twórcy hiphopowych teledysków stoją w awangardzie, wyznaczają trendy, są pionierami. Teledysk hiphopowy stał się polem najciekawszych eksperymentów twórczych, czego dowodem jest zarówno nagrodzony przez nas w ubiegłym roku w kategorii hip-hop, a także Grand Prix, teledysk do „Flar” naszego kolegi jurora Piotra Matejkowskiego, a także teledysk Sebastiana Pańczyka do „Nag Champa” Synów. To klip po prostu doskonały – wizualnie, formalnie, intelektualnie. A zarazem taki, po którym można śmiało powiedzieć: czegoś takiego jeszcze nie widziałem/am. Żadnego zbędnego ujęcia. |

#### Nominowani i zwycięzcy

##### Alternatywa
| Zwycięzca                        | Zwycięzca    | Zwycięzca   | Zwycięzca |
| Artysta/ka lub zespół            | Tytuł utworu | Reżyser/ka  | Uzasadnienie Jury |
| -------------------------------- | ------------ | ----------- | --- |
| KACPERCZYK feat. Jan – rapowanie | Nie wyjadę   | Jakub Blank | Odważne rzeczy to dobre rzeczy. Przyznajemy nagrodę twórcy, który nie bał się zestawić piękna przyrody i młodzieńczej urody z niepiękną zwyczajnością bloków i garaży. Uwiódł widza i sprawił, że ten natychmiast miałby ochotę przejść przez portal w kształcie czerwonego prostokąta, by odlecieć spodkiem w kosmos polskiej prowincji. |

| Nominowani                     | Nominowani      | Nominowani       |
| Artysta/ka lub zespół          | Tytuł utworu    | Reżyser/ka       |
| ------------------------------ | --------------- | ---------------- |
| KACPERCZYK feat. Jan-Rapowanie | Nie wyjadę      | Jakub Blank      |
| Mary Komasa                    | Degenerate love | M.J. Harper      |
| Kroki                          | Balon           | Filip Bartczak   |
| Happysad                       | Cały            | Piotr Starzyk    |
| Bovska                         | Leżałam         | Marcin Starzecki |
| Perfect Son                    | Promises        | Jarek Tokarski   |

##### Dance
| Zwycięzca             | Zwycięzca    | Zwycięzca             | Zwycięzca |
| Artysta/ka lub zespół | Tytuł utworu | Reżyser/ka            | Uzasadnienie Jury |
| --------------------- | ------------ | --------------------- | --- |
| Łobuzy                | Urok         | Igor Ajgor Leśniewski | Estetyka klipów w tej kategorii oparta jest na trzech filarach: kobiece pośladki, wypasione bryki i ujęcia z drona. To prosty patent na przyciągnięcie uwagi publiczności i zdobycie milionów odsłon. Taka seksistowska narracja uwłacza kobietom. Nie podoba nam się takie uprzedmiotowienie. Apelujemy do twórców o szacunek i bardziej świadome przedstawianie kobiecej seksualności. Nagradzamy teledysk, który korzystając z tej konwencji, przekracza schematy, wykorzystując do tego narrację fabularną. Jak się okazuje w konwencji spod znaku kobiet, fur i dronów także można zabawić się ze smakiem. |

| Nominowani            | Nominowani   | Nominowani            |
| Artysta/ka lub zespół | Tytuł utworu | Reżyser/ka            |
| --------------------- | ------------ | --------------------- |
| Łobuzy                | Urok         | Igor Ajgor Leśniewski |
| Taito ft. Gemeni      | Balkandance  | Stykky Media          |
| Power Play            | Karma        | Marcin Załęski        |
| Formacja Malibu       | Milenka      | Przemysław Gomuła     |
| Bayera                | Popłyniemy   | Marcin Załęski        |
| LOVERBOY              | Dobry mąż    | Bartosz Szaruga       |

##### Extra
| Zwycięzca                       | Zwycięzca    | Zwycięzca      | Zwycięzca |
| Artysta/ka lub zespół           | Tytuł utworu | Reżyser/ka     | Uzasadnienie Jury |
| ------------------------------- | ------------ | -------------- | --- |
| Michał Sławecki & Danuta Stenka | ORESTEJA     | Marta Brodacka | Czasem jest tak, że klip potrafi przestraszyć jak najlepszy horror, wywołać w naszym wnętrzu dziwny rodzaj niepokoju, zastanowić, a jednocześnie zaspokoić estetyczną potrzebę – niczym wizyta na wyczekiwanej wystawie sztuki. Takie doznania zafundował nam klip do arii operowej Agaty Zubel. Teledysk do opery? Z początku nie mogliśmy w to uwierzyć, ale wywołany oglądaniem zachwyt szybko przykrył to zwątpienie. Jeżeli w klipie szukamy walorów artystycznych, to z tego klipu one się wręcz wylewają. |

| Nominowani                      | Nominowani             | Nominowani                      |
| Artysta/ka lub zespół           | Tytuł utworu           | Reżyser/ka                      |
| ------------------------------- | ---------------------- | ------------------------------- |
| Michał Sławecki & Danuta Stenka | ORESTEJA               | Marta Brodacka                  |
| Vixen                           | Kawałek serca          | Błażej Jankowiak / 9LITER FILMY |
| Jazz Band Młynarski-Masecki     | Czy Pani tańczy rumbę? | Robert Bęza                     |
| Mitch & Mitch                   | Gathering              | Mitch                           |
| Hania Rani                      | Sun                    | Bartek Warzecha                 |
| Psio Crew                       | HOMO SAPIE             | Michał Liszcz                   |

##### Folk
| Zwycięzca             | Zwycięzca    | Zwycięzca       | Zwycięzca |
| Artysta/ka lub zespół | Tytuł utworu | Reżyser/ka      | Uzasadnienie Jury |
| --------------------- | ------------ | --------------- | --- |
| Ofelia                | Tu           | Wiktor Ejryszew | To wspaniały przykład teledysku, w którym czerpanie z czytelnych tropów popkulturowych zaowocowało bardzo mocną, autorską, indywidualną wypowiedzią, co wśród nominowanych teledysków nie było wcale normą. Pod efektowną warstwą złożoną zpięknych zdjęć w zachwycających lokacjach, cudownej kompozycji barw, błyskotliwych ujęć, pomysłowych cięć montażowych, kryje się drugie, mroczne dno, oddziałujące na wrażliwość widza. A widz ma ochotę rzucić się w głębię tego klipu raz jeszcze, tak jak Ofelia zanurza się w toń jeziora. |

| Nominowani                                 | Nominowani   | Nominowani            |
| Artysta/ka lub zespół                      | Tytuł utworu | Reżyser/ka            |
| ------------------------------------------ | ------------ | --------------------- |
| Ofelia                                     | Tu           | Wiktor Ejryszew       |
| Kapela ze Wsi Warszawa feat. Maria Bienias | Plunsy       | Magdalena Zielińska   |
| Same Suki                                  | Biczysko     | Piotr Smoleński       |
| Kwiat Jabłoni                              | Niemożliwe   | Katarzyna Sienkiewicz |
| O.S.T.R. & World of Tanks feat. Żywiołak   | Polska siła  | Dawid Szurmiej        |
| Golec uOrkiestra & Gromee ft. Bedoes       | Górą Ty      | Jacek Kościuszko      |

##### Hip-Hop
| Zwycięzca             | Zwycięzca    | Zwycięzca         | Zwycięzca |
| Artysta/ka lub zespół | Tytuł utworu | Reżyser/ka        | Uzasadnienie Jury |
| --------------------- | ------------ | ----------------- | --- |
| Syny                  | Nag Champa   | Sebastian Pańczyk | Kiedyś teledyski hiphopowe opierały się na rapowaniu do kamery i machaniu łapami. Dziś twórcy hiphopowych teledysków stoją w awangardzie, wyznaczają trendy, są pionierami. Teledysk hiphopowy stał się polem najciekawszych eksperymentów twórczych, czego dowodem jest zarówno nagrodzony przez nas w ubiegłym roku w kategorii hip-hop, a także Grand Prix, teledysk do „Flar” naszego kolegi jurora Piotra Matejkowskiego, a także teledysk Sebastiana Pańczyka do „Nag Champa” Synów. To klip po prostu doskonały – wizualnie, formalnie, intelektualnie. A zarazem taki, po którym można śmiało powiedzieć: czegoś takiego jeszcze nie widziałem/am. Żadnego zbędnego ujęcia. |

| Nominowani            | Nominowani       | Nominowani           |
| Artysta/ka lub zespół | Tytuł utworu     | Reżyser/ka           |
| --------------------- | ---------------- | -------------------- |
| Syny                  | Nag Champa       | Sebastian Pańczyk    |
| Pezet                 | Obrazy Pollocka  | Filip Bartczak       |
| White 2115 feat. ЛУНA | Intruz           | Alan Willmann        |
| Pokahontaz ft. YoT    | Letnie dzieci    | Aleksander Kozłowski |
| Sokół                 | Chcemy być wyżej | Szymon Pawlik        |
| Rasmentalism          | Escape Room      | Arek Nowakowski      |

##### Muzyka Elektroniczna
| Zwycięzca             | Zwycięzca       | Zwycięzca     | Zwycięzca |
| Artysta/ka lub zespół | Tytuł utworu    | Reżyser/ka    | Uzasadnienie Jury |
| --------------------- | --------------- | ------------- | --- |
| Plastic               | U Gonna Love It | Dawid Krępski | Wszystko już było. Ciężko zrobić coś nowego. Dlatego największą wartością teledysku jest twórcze podejście do tej małej formy filmowej. W teledysku cenimy przede wszystkim autorską myśl, nawet jeśli twórcy korzystają ze znanych motywów, konwencji, form, tropów popkulturowych. W kategorii elektronika zobaczyliśmy teledyski, które były interesujące, dobrze zrobione, ale mało oryginalne. Przyznaliśmy więc nagrodę teledyskowi najlepszemu warsztatowo, doceniając staranność wykonania i walory estetyczne. Z nadzieją na lepsze jutro. |

| Nominowani                 | Nominowani       | Nominowani                            |
| Artysta/ka lub zespół      | Tytuł utworu     | Reżyser/ka                            |
| -------------------------- | ---------------- | ------------------------------------- |
| Plastic                    | U Gonna Love It  | Dawid Krępski                         |
| Gverilla/ ENZU             | Ostatni raz      | Jakub Blank                           |
| Bass Astral x Igo          | It’s Dark        | Paweł Fabjański                       |
| Michał Sobierajski / Suwal | Satelity         | Monika Kmita                          |
| delay_ok x professor b     | woda             | Karolina Janicka, Daniel Borejko      |
| Jan Serce                  | Nie będę tańczył | Michał Kisielewski / Dreamers Talents |

##### Nagroda Publiczności
| Zwycięzca             | Zwycięzca     | Zwycięzca    |
| Artysta/ka lub zespół | Tytuł utworu  | Reżyser/ka   |
| --------------------- | ------------- | ------------ |
| Chwilantropia         | Nie mówię nie | Marek Hajduk |

##### Pop
| Zwycięzca             | Zwycięzca    | Zwycięzca           | Zwycięzca |
| Artysta/ka lub zespół | Tytuł utworu | Reżyser/ka          | Uzasadnienie Jury |
| --------------------- | ------------ | ------------------- | --- |
| Bartek Królik         | Raj          | Magdalena Zielińska | Znakomicie zrealizowany klip popowy. Do przejmującej piosenki powstał przejmujący obraz, popowy właśnie, to znaczy nie tyle „rozrywkowy”, co „czytelny, łatwo zrozumiały”. Nie bez znaczenia jest tu świetne casting i gra aktorów. To przykład bardzo udanego połączenia dokumentalnego podejścia do klipu bez zdjęć stricte dokumentalnych. |

| Nominowani                                    | Nominowani            | Nominowani          |
| Artysta/ka lub zespół                         | Tytuł utworu          | Reżyser/ka          |
| --------------------------------------------- | --------------------- | ------------------- |
| Bartek Królik                                 | Raj                   | Magdalena Zielińska |
| Dawid Podsiadło                               | Trofea                | Daniel Jaroszek     |
| Daria Zawiałow feat. schafter, Ralph Kaminski | Czy Ty słyszysz mnie? | Grajper             |
| Dawid Kwiatkowski                             | Mordo                 | H D S C V M         |
| Zuza Jabłońska                                | Spacer po linie       | Dawid Ziemba        |
| Smolasty                                      | Raj                   | Mateusz Witkowski   |

##### Rock i Ostre Brzmienie
| Zwycięzca             | Zwycięzca    | Zwycięzca               | Zwycięzca |
| Artysta/ka lub zespół | Tytuł utworu | Reżyser/ka              | Uzasadnienie Jury |
| --------------------- | ------------ | ----------------------- | --- |
| Pale Path             | Enemy        | Aleksander Kropidłowski | Ciekawa historia, która bardzo dobrze opowiada o problemach psychicznych. Interesująca w formie, wnikliwa i wiarygodna. Mocny pomysł został dobrze zrealizowany – a w przypadku tego tematu to ślizganie się po cienkim lodzie -przez co teledysk jest naprawdę przejmujący. Dodatkowe punkty ze efekt z ultrakrótkimi przebitkami zespołu, które zarazem wzmacniają wymowę klipu, jak i pomysłowo utrzymują klip w rockowo-metalowej konwencji. |

| Nominowani                                         | Nominowani        | Nominowani              |
| Artysta/ka lub zespół                              | Tytuł utworu      | Reżyser/ka              |
| -------------------------------------------------- | ----------------- | ----------------------- |
| Pale Path                                          | Enemy             | Aleksander Kropidłowski |
| Afromental                                         | Wściekłe Psy      | Aleksander Wilk         |
| Żurkowski                                          | Ciemność          | Szymon Kuriata          |
| Czarna Polana: Albo inaczej feat. Muniek Staszczyk | Co to za miejsce? | Tomek Suwalski          |
| Agnieszka Chylińska                                | Schiza            | Adam Gawenda            |
| Stach Bukowski                                     | Lew               | Dorota Miko             |

##### Debiut Reżyserski
| Zwycięzca             | Zwycięzca    | Zwycięzca  | Zwycięzca |
| Artysta/ka lub zespół | Tytuł utworu | Reżyser/ka | Uzasadnienie Jury |
| --------------------- | ------------ | ---------- | --- |
| Giss                  | Seabed       | Zuza Barc  | Islandia w Wałbrzychu, lepki klimat poczucia winy, ciekawie przeprowadzona narracja, świetny casting, wspaniałe lokacje, bardzo dojrzałe decyzje reżyserskie i malarskie obrazy. Jak na debiut reżyserski to bardzo wiele. Wszystkie narzędzia sztuki filmowej, którymi operuje reżyserka, zostały świetnie i świadomie użyte. Czekamy z niecierpliwością na kolejne prace. |

| Nominowani            | Nominowani       | Nominowani                                          |
| Artysta/ka lub zespół | Tytuł utworu     | Reżyser/ka                                          |
| --------------------- | ---------------- | --------------------------------------------------- |
| Giss                  | Seabed           | Zuza Barc                                           |
| Natalia Przybysz      | Ciepły Wiatr     | Silvia Pogoda                                       |
| Marcel Borowiec       | Lone in the Dark | Tomasz Chrapusta                                    |
| Robert Cichy          | SMACK            | Roberto Cura, Marta Kaczmarek                       |
| Margaret              | Serce Baila      | Maciej Nowak, Weronika Rygiel, Robert Sampławski    |
| schafter (ft. Żabson) | Double D’s       | Low Class Conspiracy (Jakub Bors & Marcel Borowski) |

##### Ważny Przekaz
| Zwycięzca             | Zwycięzca       | Zwycięzca  | Zwycięzca |
| Artysta/ka lub zespół | Tytuł utworu    | Reżyser/ka | Uzasadnienie Jury |
| --------------------- | --------------- | ---------- | --- |
| Bass Astral x Igo     | Feeling Exactly | Grajper    | Nagradzamy wywołujący skrajne opinie obraz, który mówi kapitalikami o ważnym temacie. Poza doskonałym warsztatem filmowym najważniejszą cechą klipu jest jego siła, która emanuje z każdej sceny i zostaje w głowie na długo. O zdrowiu psychicznym trudno mowić, bo to problemy wewnętrzne, ukryte, ten temat wymaga balansowania na granicy smaku, mierzenia się z ryzykiem nieumyślnej stygmatyzacji; czasem wymaga nawet przesady, z którą zresztą część jurorów miała tutaj problem. Doskonale wyreżyserowany, świetnie ziagrany z wybitnymi zdjęciami na 35-mm taśmie (to odważna decyzja artystyczna i budżetowa oraz hołd dla sztuki filmowej) – ten klip może się podobać lub nie, ale nie zostawia nikogo obojętnym. |

| Nominowani            | Nominowani      | Nominowani                    |
| Artysta/ka lub zespół | Tytuł utworu    | Reżyser/ka                    |
| --------------------- | --------------- | ----------------------------- |
| Bass Astral x Igo     | Feeling Exactly | Grajper                       |
| Albo Inaczej 2 – Igo  | Mówią mi        | Patrycja Polkowska            |
| Bisz/Radex            | Pokaż mi język  | Kobas Laksa & Marcel Borowski |
| Chwilantropia         | Nie mówię nie   | Marek Hajduk                  |
| Divines               | Ponad           | Lulu Zubczyńska               |
| HADES                 | SMOG            | Marta Brodacka                |

#### Jury
- Anna Maliszewska – reżyserka, producentka
- Jędrzej Słodkowski – dziennikarz kulturalny
- Olga Czyżykiewicz – reżyserka wideoklipów, kompozytorka
- Piotrek Matejkowski – reżyser, zdobywca ubiegłorocznego Grand Prix
- Vienio – wokalista

#### Wykłady i warsztaty
| Nazwa                                                               | Prowadzący/a                                                                               |
| ------------------------------------------------------------------- | ------------------------------------------------------------------------------------------ |
| Bovskie teledyski                                                   | Bovska                                                                                     |
| Ja to ogarnę                                                        | Alicja Jagodzińska-Kałkus (producentka, kierowniczka produkcji)                            |
| Produkcja teledysków – panel dyskusyjny                             | Kris Kotlarski (producent), Janek Szczeniowski (Makata Production)                         |
| Czym są dla mnie teledyski?                                         | Filip Załuska (operator, reżyser)                                                          |
| Dlaczego warto mieć agenta?                                         | Natalia Starowieyska (Bluebird Artists Management)                                         |
| Teledysk narracyjny                                                 | Roman Przylipiak (reżyser)                                                                 |
| Scenariusz w teledysku                                              | Agnieszka Kruk (script coach)                                                              |
| Wszystko o teledyskach w SBM Label                                  | Solar                                                                                      |
| Współpraca reżysera z operatorem – warsztat Heliografu              | Tomek Drozdowicz (reżyser), Patryk Zalewski „Parapet” (oświetlacz), Anna Szczerbińska (PR) |
| The best of Jury: Maliszewska, Czyżykiewicz, Matejkowski            | Anna Maliszewska, Olga Czyżykiewicz, Piotrek Matejkowski.                                  |
| Full Frame vs Super35 – cechy, zalety i funkcjonalność obu formatów | Szymon Kuriata (operator)                                                                  |

### PL Music Video Awards 2020

#### Grand Prix
| Artysta/ka lub zespół | Tytuł utworu           | Reżyser/ka    | Uzasadnienie Jury |
| --------------------- | ---------------------- | ------------- | --- |
| Fisz Emade Tworzywo   | Nie za miłe wiadomości | Marek Skrzecz | Mamy dla państwa miłe wiadomości – Grand Prix tej edycji dostają Nie za miłe wiadomości. To praca, która w metaforyczny i celny sposób odnosi się do tekstu utworu. Teledysk stawia trzy kropki – można go interpretować na wielu płaszczyznach. |

#### Nagrodzeni i nominowani

##### Alternatywa
| Zwycięzca             | Zwycięzca    | Zwycięzca      | Zwycięzca |
| Artysta/ka lub zespół | Tytuł utworu | Reżyser/ka     | Uzasadnienie Jury |
| --------------------- | ------------ | -------------- | --- |
| NANGA                 | profet       | Marcin Klinger | Za podzielenie się z nami tym pięknym światem post-PGR-owskiego power rangers. Ten świat jest konsekwentny we wszystkich składowych tego video: narracja, praca kamery, casting, kostiumy, charakteryzacja. Hipnotyzuje nas bezczasowością i tajemnicą spotkania z własnym cieniem. |

| Nominowani             | Nominowani   | Nominowani               |
| Artysta/ka lub zespół  | Tytuł utworu | Reżyser/ka               |
| ---------------------- | ------------ | ------------------------ |
| NANGA                  | profet       | Marcin Klinger           |
| Baasch                 | Brokat       | Arek Nowakowski          |
| Artur Rojek            | Bez końca    | Michał Marczak           |
| Tony Yoru              | Zorze        | Tarniu, Michał Mieszczyk |
| NOON                   | Delta Mare   | Krzysztof Balcewicz      |
| Pepe. feat. runforrest | Fade         | Mateusz Wołoczko         |

##### Dance
| Zwycięzca             | Zwycięzca    | Zwycięzca      | Zwycięzca                                                   |
| Artysta/ka lub zespół | Tytuł utworu | Reżyser/ka     | Uzasadnienie Jury                                           |
| --------------------- | ------------ | -------------- | ----------------------------------------------------------- |
| Rat Kru               | Cześć        | Jakub Żwirełło | Za pokazanie nam słońca odbijającego się w blaszanym dachu. |

| Nominowani                          | Nominowani   | Nominowani              |
| Artysta/ka lub zespół               | Tytuł utworu | Reżyser/ka              |
| ----------------------------------- | ------------ | ----------------------- |
| Rat Kru                             | Cześć        | Jakub Żwirełło          |
| Łobuzy ft. Ronnie Ferrari           | Yakuza       | Olga Czyżykiewicz       |
| Bartek Królik feat. Szałowy Piotrek | Ręka         | Marcin Kopiec Mortvideo |
| Miły Pan                            | HOP HOP      | Stykky Media            |
| Bloo Crane                          | Attention    | Łukasz Suchocki         |

##### Extra
| Zwycięzca             | Zwycięzca    | Zwycięzca       | Zwycięzca |
| Artysta/ka lub zespół | Tytuł utworu | Reżyser/ka      | Uzasadnienie Jury                                                                                            |
| --------------------- | ------------ | --------------- | --- |
| Hania Rani            | F major      | Neels Castillon | Za subtelne połączenie piękna żywiołu i ekspresji ciała, za naturalność i integralność tego obrazu z muzyką. |

| Nominowani                | Nominowani                   | Nominowani        |
| Artysta/ka lub zespół     | Tytuł utworu                 | Reżyser/ka        |
| ------------------------- | ---------------------------- | ----------------- |
| Hania Rani                | F major                      | Neels Castillon   |
| Jakub Józef Orliński      | Voi che udite il mio lamento | Andiamo           |
| SMOLIK / KEV FOX          | Move Honey                   | Terezia Halamova  |
| Gypsy and the Acid Queen  | Mała                         | Andrzej Stepouois |
| Białas                    | BIAŁAS ZABIŁ CZŁOWIEKA       | Tomasz Chrapusta  |
| Bandonegro Tango Orquesta | Remembranza                  | Piotr Smoleński   |

##### Hip-Hop
| Zwycięzca             | Zwycięzca           | Zwycięzca  | Zwycięzca |
| Artysta/ka lub zespół | Tytuł utworu        | Reżyser/ka | Uzasadnienie Jury |
| --------------------- | ------------------- | ---------- | --- |
| Łona i Webber         | #nikiforszczecinski | Piotr Pauk | Za świadome użycie zwykłych rzeczy do opowiedzenia o rzeczach niezwykłych. Za podróż do świata artysty niezależnego, w którą zabierają nas jego środki wyrazu. |

| Nominowani                       | Nominowani              | Nominowani                                 |
| Artysta/ka lub zespół            | Tytuł utworu            | Reżyser/ka                                 |
| -------------------------------- | ----------------------- | ------------------------------------------ |
| Łona i Webber                    | #nikiforszczecinski     | Piotr Pauk                                 |
| Quebonafide feat. Daria Zawiałow | BUBBLETEA               | Daniel Jaroszek                            |
| Pezet                            | Nisko jest niebo        | Andiamo                                    |
| Bedoes & Lanek                   | Rewolucja Romantyczna   | Kamil Lanek                                |
| Quebonafide                      | SZUBIENICAPESTYCYDYBROŃ | Mateusz Białęcki, Kamil “Tarniu” Tarnowski |
| Lordofon                         | Figaro                  | Julek Tałandziewicz                        |

##### Pop
| Zwycięzca             | Zwycięzca    | Zwycięzca                 | Zwycięzca |
| Artysta/ka lub zespół | Tytuł utworu | Reżyser/ka                | Uzasadnienie Jury |
| --------------------- | ------------ | ------------------------- | --- |
| The Dumplings         | Przykro mi   | Filip Berendt, Inez Kujda | Za wysmakowany obraz z klasą, spójny z historią styl wizualny i uwodzenie widza każdą kolejną sekundą. Za zamienienie śmierci w martwą naturę i współczesny barok. |

| Nominowani                 | Nominowani                | Nominowani                      |
| Artysta/ka lub zespół      | Tytuł utworu              | Reżyser/ka                      |
| -------------------------- | ------------------------- | ------------------------------- |
| The Dumplings              | Przykro mi                | Filip Berendt, Inez Kujda       |
| Krzysztof Zalewski         | Annuszka                  | Monika Brodka, Przemek Dzienis  |
| Maria Sadowska feat. Kayah | Kocham Cię                | Olga Czyżykiewicz               |
| Margaret                   | Nowe Plemię               | Julia Rogowska, Magda Zielińska |
| VELLOW                     | LA                        | Filip Bojarski                  |
| Kamp! – Albo Inaczej       | Wiedziałem, że tak będzie | Piotrek Matejkowski             |

##### Rock i Ostre Brzmienie
| Zwycięzca             | Zwycięzca               | Zwycięzca       | Zwycięzca                                                            |
| Artysta/ka lub zespół | Tytuł utworu            | Reżyser/ka      | Uzasadnienie Jury                                                    |
| --------------------- | ----------------------- | --------------- | -------------------------------------------------------------------- |
| KARAŚ/ROGUCKI         | Bolesne Strzały w Serce | Przemek Dzienis | Za humorystyczne przeniesienie nas w świat eksperymentów medycznych. |

| Nominowani            | Nominowani                    | Nominowani                          |
| Artysta/ka lub zespół | Tytuł utworu                  | Reżyser/ka                          |
| --------------------- | ----------------------------- | ----------------------------------- |
| KARAŚ/ROGUCKI         | Bolesne Strzały w Serce       | Przemek Dzienis                     |
| Organek               | Pogo                          | Maciej Szupica, Krzysztof Kiziewicz |
| Arfroporno            | Monstrous eye                 | Michał Jankowski, Katarzyna Lewoc   |
| Zdechły Osa           | Zakochałem się w Twojej matce | Enzym                               |
| PIDŻAMA PORNO         | Pomocy!                       | Sławek Pietrzak                     |
| Ukryte Do Wiadomości  | Czas                          | Sebastian Juszczyk                  |

##### Debiut Reżyserski
| Zwycięzca             | Zwycięzca    | Zwycięzca        | Zwycięzca                                                     |
| Artysta/ka lub zespół | Tytuł utworu | Reżyser/ka       | Uzasadnienie Jury                                             |
| --------------------- | ------------ | ---------------- | ------------------------------------------------------------- |
| Milkbaby              | Holy Milk    | Jakub Wróblewski | Za odwagę, świeżość i bezkompromisowość pierwszej wypowiedzi. |

| Nominowani             | Nominowani                | Nominowani                           |
| Artysta/ka lub zespół  | Tytuł utworu              | Reżyser/ka                           |
| ---------------------- | ------------------------- | ------------------------------------ |
| Milkbaby               | Holy Milk                 | Jakub Wróblewski                     |
| Popkultura             | Miłość Zdrada             | Michał Wawrzecki                     |
| Diuna feat. Nightrun87 | Pan Jezus idzie do wojska | Jakub Didkowski                      |
| Kroki                  | Fading all out            | Ewa Mroczkowska                      |
| SMOLIK / KEV FOX       | Move Honey                | Terezia Halamova                     |
| the small town kids    | 1995                      | Kacper Nowotniak, Piotrek Kocanowski |

##### Ważny Przekaz
| Zwycięzca             | Zwycięzca              | Zwycięzca     | Zwycięzca |
| Artysta/ka lub zespół | Tytuł utworu           | Reżyser/ka    | Uzasadnienie Jury |
| --------------------- | ---------------------- | ------------- | --- |
| Fisz Emade Tworzywo   | Nie za miłe wiadomości | Marek Skrzecz | Za poruszającą metaforę, za to zestawienie muzyki i obrazu, które stają się znaczeniowym uniwersum, za przestrzeń do interpretacji i refleksji. |

| Nominowani               | Nominowani                     | Nominowani               |
| Artysta/ka lub zespół    | Tytuł utworu                   | Reżyser/ka               |
| ------------------------ | ------------------------------ | ------------------------ |
| Fisz Emade Tworzywo      | Nie za miłe wiadomości         | Marek Skrzecz            |
| Robert Cichy feat. Rahim | Rebeliant                      | Zosia Zija i Jacek Pióro |
| Adam Sztaba              | Co mi Panie Dasz #wdomuzagrane | Jacek Kościuszko         |
| Bedoes & Lanek           | Rewolucja Romantyczna          | Kamil Lanek              |
| donGURALesko             | Wschód                         | Filip Bartczak           |
| Kazik                    | Twój ból jest lepszy niż mój   | Sławek Pietrzak          |

#### Jury
- Beata Rakoczy – operatorka filmowa
- Agata Trafalska – autorka tekstów, producentka muzyczna, reżyserka wideoklipów
- Kris Kotlarski – producent
- Roman Przylipiak – reżyser
- Sebastian Pańczyk – reżyser, zdobywca ubiegłorocznego Grand Prix

### PL Music Video Awards 2021

#### Grand Prix
| Artysta/ka lub zespół               | Tytuł utworu | Reżyser/ka    | Uzasadnienie Jury |
| ----------------------------------- | ------------ | ------------- | --- |
| Kuba Kawalec feat. Ana Andrzejewska | Zdechłam     | Zuzanna Plisz | Nagroda za ten klip jest dowodem wielkiej i ważnej zmiany, która dokonała się na polskim rynku teledysków. Twórcy teledysków coraz częściej sięgają po pomysły osadzone w rzeczywistości, która nas otacza, a przede wszystkim czerpią inspiracje z polskiej prowincji, która jest bardzo ważną częścią naszej kultury. |

#### Nagrodzeni i nominowani

##### Alternatywa
| Zwycięzca                           | Zwycięzca    | Zwycięzca     | Zwycięzca |
| Artysta/ka lub zespół               | Tytuł utworu | Reżyser/ka    | Uzasadnienie Jury |
| ----------------------------------- | ------------ | ------------- | --- |
| Kuba Kawalec feat. Ana Andrzejewska | Zdechłam     | Zuzanna Plisz | Za bezkompromisowe podejście do historii i sposobu realizacji. Za umiejętne użycie stylistyki kina gatunkowego w artystycznym przedsięwzięciu. Za historię, która porusza, przeraża i trzyma w napięciu do końca. |

| Nominowani                          | Nominowani                   | Nominowani                     |
| Artysta/ka lub zespół               | Tytuł utworu                 | Reżyser/ka                     |
| ----------------------------------- | ---------------------------- | ------------------------------ |
| Kuba Kawalec feat. Ana Andrzejewska | Zdechłam                     | Zuzanna Plisz                  |
| Karaś/Rogucki                       | Jutro spróbujemy jeszcze raz | Bartosz Fic                    |
| Maria Peszek                        | AVE MARIA                    | Grajper                        |
| Brodka                              | Hey man                      | Monika Brodka, Przemek Dzienis |
| Kayah                               | Czarna Niedziela             | Michał Sierakowski             |
| Kacperczyk                          | Kryzys Wieku Wczesnego       | Ernest Lorek                   |

##### Dance/Electronic
| Zwycięzca                               | Zwycięzca    | Zwycięzca           | Zwycięzca |
| Artysta/ka lub zespół                   | Tytuł utworu | Reżyser/ka          | Uzasadnienie Jury |
| --------------------------------------- | ------------ | ------------------- | --- |
| Krzysztof Zalewski (Catz 'n Dogz Remix) | Zabawa       | Marcin Kluczykowski | Za makabryczny obraz oraz inteligentne poczucie humoru. Za mistrzowską choreografię klapka, opowiedzianą oszczędnymi środkami tajemnicę do końca. |

| Nominowani                              | Nominowani                 | Nominowani                     |
| Artysta/ka lub zespół                   | Tytuł utworu               | Reżyser/ka                     |
| --------------------------------------- | -------------------------- | ------------------------------ |
| Krzysztof Zalewski (Catz 'n Dogz Remix) | Zabawa                     | Marcin Kluczykowski            |
| Baasch feat. Kacperczyk                 | Sportowa Warszawa          | Tymon Nogalski, Dawid Misiorny |
| Łobuzy                                  | Nie namawiaj mnie do złego | Igor Ignacy Leśniewski         |
| Natalia Nykiel                          | Królestwo                  | Łukasz Zabłocki                |
| Rysy                                    | Kilo                       | Filip Załuska                  |
| Sarapata                                | Rework                     | Sylwia Rosak                   |

##### Extra
| Zwycięzca                          | Zwycięzca    | Zwycięzca         | Zwycięzca |
| Artysta/ka lub zespół              | Tytuł utworu | Reżyser/ka        | Uzasadnienie Jury |
| ---------------------------------- | ------------ | ----------------- | --- |
| Igor Herbut, Miuosh x Zespół Śląsk | Mantra       | Mateusz Znaniecki | Za całokształt: piękne zdjęcia, dobrze dobraną obsadę, czujną reżyserię, autentyczne kostiumy i scenografię. A w szczególności za opowiedzenie prostej, lecz niebanalnej historii w poruszający sposób. |

| Nominowani                                                   | Nominowani                  | Nominowani           |
| Artysta/ka lub zespół                                        | Tytuł utworu                | Reżyser/ka           |
| ------------------------------------------------------------ | --------------------------- | -------------------- |
| Igor Herbut, Miuosh x Zespół Śląsk                           | Mantra                      | Mateusz Znaniecki    |
| Hania Rani & Dobrawa Czocher, Netflix                        | Otwórz Oczy i Zobacz Muzykę | MELT, Andrzej Dragan |
| Jakub Józef Orliński, Marcin Wyrostek, Miuosh x Zespół Śląsk | Doliny                      | Mateusz Znaniecki    |
| Krzysztof Meisinger i kwartet Dafô                           | Con Alma y Vida             | Roman Przylipiak     |
| Lunatic Soul                                                 | Navvie                      | Tomasz Pulsakowski   |
| Roman Wróblewski                                             | Big Hug                     | Andre Abrantini      |

##### Hip-Hop
| Zwycięzca             | Zwycięzca    | Zwycięzca  | Zwycięzca |
| Artysta/ka lub zespół | Tytuł utworu | Reżyser/ka | Uzasadnienie Jury |
| --------------------- | ------------ | ---------- | --- |
| PRO8L3M feat. Brodka  | ŻAR          | Andiamo    | Świadome przełamanie stereotypu hip-hopowego teledysku dzisiejszych czasów. Za dokumentalną wrażliwość w dostrzeganiu życia codziennego. |

| Nominowani               | Nominowani   | Nominowani        |
| Artysta/ka lub zespół    | Tytuł utworu | Reżyser/ka        |
| ------------------------ | ------------ | ----------------- |
| PRO8L3M feat. Brodka     | ŻAR          | Andiamo           |
| Mata                     | Patoreakcja  | Maciej Buchwald   |
| Tommy Cash & Quebonafide | Benz Dealer  | Sebastian Pańczyk |
| OIO                      | Przypadkiem  | Łukasz Zabłocki   |
| PRO8L3M                  | Backstage    | Mac Adamczak      |
| White 2115               | Broly        | Ernest Lorek      |

##### Pop
| Zwycięzca             | Zwycięzca    | Zwycięzca       | Zwycięzca |
| Artysta/ka lub zespół | Tytuł utworu | Reżyser/ka      | Uzasadnienie Jury |
| --------------------- | ------------ | --------------- | --- |
| Daria Zawiałow        | Kaonashi     | Daniel Jaroszek | To co poruszyło nas w tym klipie najbardziej, to odwaga w ukazaniu trudnej i nieoczywistej historii w nieskazitelnym i wyidealizowanym świecie muzyki pop. Ten obraz to coś zupełnie innego niż widzieliśmy do tej pory. |

| Nominowani                                    | Nominowani           | Nominowani                       |
| Artysta/ka lub zespół                         | Tytuł utworu         | Reżyser/ka                       |
| --------------------------------------------- | -------------------- | -------------------------------- |
| Daria Zawiałow                                | Kaonashi             | Daniel Jaroszek                  |
| Brodka                                        | Game Change          | Monika Brodka, Przemek Dzienis   |
| Daria Zawiałow, Dawid Podsiadło, Vito Bambino | I Ciebie też, bardzo | Myk Collective                   |
| Julia Wieniawa                                | Na darmo             | Miłosz Sakowski                  |
| Andrzej Piaseczny                             | Miłość               | Helena Ganjalyan & Bartosz Szpak |
| Mrozu                                         | Złoto                | Zuzanna Plisz                    |

##### Rock i Ostre Brzmienie
| Zwycięzca             | Zwycięzca    | Zwycięzca                                | Zwycięzca |
| Artysta/ka lub zespół | Tytuł utworu | Reżyser/ka                               | Uzasadnienie Jury |
| --------------------- | ------------ | ---------------------------------------- | --- |
| Baranovski            | Nie mamy nic | Wojtek Skrzypczyński, Michał Sierakowski | Za łagodne podejście do rocka. Za wzbudzenie nostalgii i przeniesienie do beztroskich lat dzieciństwa oraz za buraczki z ziemniaczkami. |

| Nominowani                             | Nominowani        | Nominowani                                   |
| Artysta/ka lub zespół                  | Tytuł utworu      | Reżyser/ka                                   |
| -------------------------------------- | ----------------- | -------------------------------------------- |
| Baranovski                             | Nie mamy nic      | Wojtek Skrzypczyński, Michał Sierakowski     |
| Bruklin                                | Femme fatale      | Celina Przyklęk                              |
| The Cassino                            | Twój głos         | Janek Caban                                  |
| Izzy and The Black Trees feat. Kev Fox | The station       | Sebastian Juszczyk, Bartłomiej Biedroń       |
| Kashell                                | Do Przodu         | Michał Jankowski                             |
| WaluśKraksaKryzys                      | Tuż Przed Północą | WaluśKraksaKryzys, Maciek Głaz, Artur Rawicz |

##### Debiut Reżyserski
| Zwycięzca             | Zwycięzca                    | Zwycięzca   | Zwycięzca |
| Artysta/ka lub zespół | Tytuł utworu                 | Reżyser/ka  | Uzasadnienie Jury                                                                                                  |
| --------------------- | ---------------------------- | ----------- | --- |
| Karaś/Rogucki         | Jutro spróbujemy jeszcze raz | Bartosz Fic | Za zaskakujący pomysł i świadomy debiut na tle reżyserii i ciekawie opowiedzianą historię. Za mistrzowski suspens. |

| Nominowani            | Nominowani                   | Nominowani                  |
| Artysta/ka lub zespół | Tytuł utworu                 | Reżyser/ka                  |
| --------------------- | ---------------------------- | --------------------------- |
| Karaś/Rogucki         | Jutro spróbujemy jeszcze raz | Bartosz Fic                 |
| Bruklin               | Femme fatale                 | Celina Przyklęk             |
| FellowB               | Lies                         | Alika Nowicka, Blanka Byrwa |
| Hodak & 2K            | OH NO!                       | Ngoc Hien Dinh              |
| Kwita                 | To radosny był dzień         | Joanna Żero                 |
| Projekt Leśmian       | Znaki                        | Diana Szczotka              |

##### Ważny Przekaz
| Zwycięzca                | Zwycięzca    | Zwycięzca  | Zwycięzca |
| Artysta/ka lub zespół    | Tytuł utworu | Reżyser/ka | Uzasadnienie Jury |
| ------------------------ | ------------ | ---------- | --- |
| Maria Peszek ft. Oskar83 | BARBARKA     | Grajper    | Za odważne i bezkompromisowe podjęcie ukrywania tematu pedofilii w kościele. Za ukazanie go w sposób nieschematyczny i poruszającą formę teledysku. Za pierwszą udaną próbę zmierzenia się z tym tematem bez dosłowności. |

| Nominowani                   | Nominowani           | Nominowani                 |
| Artysta/ka lub zespół        | Tytuł utworu         | Reżyser/ka                 |
| ---------------------------- | -------------------- | -------------------------- |
| Maria Peszek ft. Oskar83     | BARBARKA             | Grajper                    |
| Hania Rani & Dobrawa Czocher | Malasana             | Mateusz Miszczyński        |
| Szczyl feat. Piotr Rogucki   | Cień                 | Kuba Bujas (Match & Spark) |
| Mela Koteluk & Kwadrofonik   | Drzewa               | Andrzej Stepouois          |
| Ralph Kaminski               | Tata                 | Ralph Kaminski             |
| ta Ukrainka                  | POLSKI SEN – DOLORES | Kaja Jałoza                |

##### MV Export
| Zwycięzca             | Zwycięzca    | Zwycięzca          | Zwycięzca                                                                                               |
| Artysta/ka lub zespół | Tytuł utworu | Reżyser/ka         | Uzasadnienie Jury                                                                                       |
| --------------------- | ------------ | ------------------ | --- |
| Max Cooper            | Hanging D    | Ksawery Kirklewski | Przyznając tę nagrodę byliśmy w kropce. Za wizualny eksperyment… bo lepsza jest kropka niż wielokropek. |

| Nominowani            | Nominowani     | Nominowani         |
| Artysta/ka lub zespół | Tytuł utworu   | Reżyser/ka         |
| --------------------- | -------------- | ------------------ |
| Max Cooper            | Hanging D      | Ksawery Kirklewski |
| Ecko Bazz             | Nightmare Song | Jan Moss           |
| Tiwayo                | Wild           | Filip Załuska      |
| Harry Edwards         | Grow Up        | Kalina Pulit       |
| Antiqva               | Anadem Gyre    | Tomasz Pulsakowski |

#### Jury
- Piotr Onopa – reżyser
- Marta Brodacka – producentka
- Patrycja Piróg – montażystka
- Marek Skrzecz – reżyser, zdobywca ubiegłorocznego Grand Prix
- Karol Brzeziński – producent

#### Wykłady i warsztaty
| Nazwa                                                    | Prowadzący/a                                                                      |
| -------------------------------------------------------- | --------------------------------------------------------------------------------- |
| Warsztaty operatorskie                                   | Jakub Jakielaszek (operator)                                                      |
| Dlaczego scenariusz w teledysku jest potrzebny?          | Agnieszka Kruk (script coach)                                                     |
| Sesja Q&A ZPAV: Zagadnienia prawne wideoklipu            | Mikołaj Wojtal (prawnik)                                                          |
| Warsztaty postprodukcyjne                                | Olga Ładna-Toeplitz (Human Ark), Marek Jasiński (All 4 Fame)                      |
| Panel dyskusyjny: O warunkach pracy na planach filmowych | Karol Brzeziński (producent), Piotr Onopa (reżyser), Anna Rembowska – Crew United |

## Organizator festiwalu
Organizacją festiwalu zajmuje się Fundacja Inicjatyw Kulturalnych „Plaster”. Fundacja istnieje od 2008 roku i aktywnie działa na polu promocji kultury. Poza organizacją PL Music Video Awards zajmuje się również produkcją takich wydarzeń jak m.in.:
- Letni Festiwal Filmowy tme Polówka (od 2008) – Największe letnie wydarzenie filmowe i nie tylko w Łodzi.
- Szkoła Teledysków (od 2008) – unikatowy w skali Polski projekt, który polega na tym, że młodzi filmowcy wybrani w castingu i podzieleni na 3 grupy przygotowują teledysk dla 3 polskich artystów/ek, a premiera wideoklipów odbywa się na ich oficjalnych kanałach.